# Ubaí (ort)
Ubaí är en ort i Brasilien.   Den ligger i kommunen Ubaí och delstaten Minas Gerais, i den sydöstra delen av landet, 300 km öster om huvudstaden Brasília. Ubaí ligger 587 meter över havet och antalet invånare är 11 677.
Terrängen runt Ubaí är huvudsakligen platt. Ubaí ligger nere i en dal. Runt Ubaí är det glesbefolkat, med 12 invånare per kvadratkilometer.. Det finns inga andra samhällen i närheten.
Omgivningarna runt Ubaí är huvudsakligen savann.